# MusEros
MusEros (en ruso МузЭрос) es un museo de erotismo y arte erótico en San Petersburgo. 

## Historia
El museo fue inaugurado el día de San Valentín, el 14 de febrero de 2013. Es el museo de erótica más grande de Rusia y uno de los más grandes del mundo.
La colección MuzEros fue adquirida en subastas y de colecciones privadas, algunos objetos fueron donados por médicos.
Según el Daily Telegraph, el museo ocupa el segundo lugar entre los lugares únicos en Rusia que se aconseja a los turistas extranjeros que visiten.  El Moscow Times colocó a MuzEros en el segundo lugar en la clasificación TOP-10 de los lugares más interesantes para los turistas en Rusia.

## Colección
La colección del museo consta de objetos y exhibiciones históricas de naturaleza erótica de todo el mundo: pinturas, esculturas, fotografías, muebles y otros objetos de importancia erótica. 
El museo presenta el primer Kama Sutra, hallazgos eróticos de Pompeya y Herculano, una novela erótica de Aleksandr Pushkin "Zar Nikita y sus cuarenta hijas", una colección de condones capturados durante la Primera y la Segunda Guerra Mundial, recortes de un periódico matrimonial en 1914, prototipos de máquinas sexuales modernas y una máquina de tortura del sótano del NKVD.
El museo está dividido en 5 salas: 
- Histórico, que presenta obras de arte erótico de la época del mundo antiguo ;
- Sala de exposiciones: se presentan pinturas, esculturas, fotografías de temas eróticos;
- Salón de la cultura erótica: exposición de adicciones eróticas de diferentes pueblos del mundo;
- Una habitación moderna con la mayor colección de máquinas sexuales y diseños BDSM en Europa;[8]
- Sala multimedia en 3D.

En 2016, el museo adquirió el pene de Grigory Rasputin del Centro de Prostatología del pene Furshtat.  Los genitales se guardan en un frasco con formol.